# Adrián Celaya Ibarra
Adrián Celaya Ibarra (Baracaldo, 1917-Bilbao, 18 de octubre de 2015) fue un jurista y catedrático universitario español, especialista en derecho foral vasco y derecho autonómico, que llegó a ser miembro del Consejo General del Poder Judicial.

## Biografía
Nacido en lo que hoy es el distrito de Luchana en Baracaldo, pasó la infancia y juventud en Sestao. Al iniciarse la Guerra Civil, se alistó en el batallón Gordexola del Euzko Gudarostea, pero problemas de salud le impidieron continuar en el servicio. Cuando las tropas franquistas ocuparon el País Vasco, fue reclutado en los Flechas Negras de Zaragoza, una de las unidades mixtas entre las tropas franquistas y las italianas del Corpo Truppe Volontarie que, como conjunto, formaba teóricamente una división. En esa unidad comenzó su aprendizaje del italiano y se dedicó a la alfabetización de los soldados.
Al concluir la guerra, finalizó los estudios de Magisterio en Bilbao. Recibió una beca para estudiar ciencias, si bien se decantó por el Derecho, carrera que cursó en la Universidad Central de Madrid donde se licenció en 1942. Muchos años después, en 1965, se doctoró en la misma universidad con la tesis Conflictos de leyes civiles en Vizcaya. Previamente, ganó en 1946 una plaza de juez comarcal en Galdácano, trabajo que ejerció hasta su jubilación en 1981 y con el que fue decano de los jueces bilbaínos. En 1951, aceptó ocupar la plaza de profesor de Derecho internacional privado y Derecho civil que le ofreció la Universidad de Deusto, donde más tarde se hizo cargo de la primera cátedra que impartió Derecho foral vasco y Derecho autónómico (1982). En su actividad universitaria y a falta de manuales adecuados, hubo de conformar la asignatura de derecho internacional basándose en las fuentes del derecho italiano y francés; además, junto al derecho civil común, introdujo seminarios extracurriculares sobre derecho civil vasco, preparando los textos con distinto material bibliográfico disperso. Esto le permitió conocer y compartir sus investigaciones con los estudios de otros foralistas en distintas partes de España (Aragón, Cataluña, etc). Fue cofundador del Instituto de Derecho Foral en Zaragoza, miembro de la Comisión General de Codificación y de la creada en el periodo preautonómico en la Transición política para fijar el futuro concierto económico vasco.
Durante la elaboración del Estatuto de Guernica, aprobado en 1979, y la creación de las primeras normas de derecho civil vasco modernas, fue un pilar fundamental en la construcción del modelo jurídico que permitió vincular y conjugar el derecho civil común, el foral tradicional y las nuevas normas que habrían de surgir del Parlamento Vasco, así como en la configuración de la estructura del Tribunal Superior de Justicia del País Vasco. Aunque se consideraba políticamente un hombre independiente, aceptó ser propuesto por el Partido Nacionalista Vasco dentro del cupo de los juristas de reconocido prestigio para formar parte del Consejo General del Poder Judicial, siendo elegido para el período 1985-1990.
Entre sus obras académicas se encuentran Derecho foral y autonómico vasco (1984), primer manual sobre la materia; Derecho civil vasco (1993) y Curso de derecho civil vasco (1998), también pioneros, así como los estudios histórico-jurídicos Humanismo y libertad en el Fuero de Bizkaia (2001) y Señores de Bizkaia: de don Diego López de Haro V a Isabel la Católica (2005), entre otros. Fue autor de prolijos trabajos sobre los fueros vascos y su presencia y desarrollo en instituciones de derecho privado propio y singular en Guipúzcoa, Vizcaya y Álava, el derecho civil vasco, las compilaciones y el entronque entre derecho foral y el nuevo derecho autonómico, todos ellos publicados, bien en revistas especializadas, bien con ocasión de congresos y encuentros. También desarrolló una intensa obra en torno a la concepción humanista precisa en la interpretación de los normas jurídicas y al fuerte peso que adjudicó a los derechos humanos en la formación y a la justicia social como objetivo jurídico en el nuevo derecho positivo.
Miembro de la Sociedad Bascongada de Amigos del País, y la Sociedad de Estudios Vascos, fue el principal impulsor de la Academia Vasca de Derecho. Entre las distinciones que recibió a lo largo de su carrera, destaca el premio Manuel Lekuona (1995) y la distinción "Lan Onari" del Gobierno Vasco 2010).